# Laidy Gómez
Laidy Gómez   (Rubio, 9 de desembre de 1981) és una advocada i política veneçolana, dirigent del partit Acció Democràtica (AD) i governadora de l'estat de Táchira.

## Carrera política
Laidy Gómez és advocada i militant d'Acción Democrática (AD). Va ser elegida durant les eleccions primàries de 2015 com a candidata de la Mesa de la Unidad Democrática (MUD) a l'Assemblea Nacional de Veneçuela després de vèncer a les urnes al parlamentari i historiador Walter Márquez, sent diputada entre 2016 i 2017.
Per a les eleccions regionals de 2017 es va presentar com a candidata de la MUD. Va vèncer en les eleccions primàries realitzades el 10 de setembre, competint contra Fernando Andrade, Juan Requesens, Miguel Ángel Rodríguez, Patricia Gutiérrez i Virginia Vives, resultant guanyadora amb el 34,1% dels vots.

### Gobernadora de l'estat de Táchira
Va ser elegida com a governadora de l'estat de Táchira durant les eleccions regionals de 2017 realitzades el 15 d'octubre, guanyant a José Vielma Mora amb el 63,27% dels vots, exercint el període de governadora des del 2017 fins als 2021. És la primera dona elegida com a governadora de l'estat de Táchira.
El 23 d'octubre de 2017, junt amb Alfredo Díaz, Antonio Barreto Sira i Ramón Guevara es va juramentar davant l'Assemblea Nacional Constituent, rebent fortes crítiques pel fet.